# Johan Henrik Kröger
Johan Henrik Kröger, född 6 augusti 1747, död 3 maj 1836 i Kålaberga i Norra Strö socken, var en svensk dansmästare vid Lunds universitet.

## Biografi

Johan Henrik Krögers revolutionsring

Johan Henrik Kröger var son till den forne lundastudenten och kornetten vid Södra skånska kavalleriregementet Georg Magnus Kröger och dennes hustru Tala Lovisa Mohrbeck. Modern gick bort när Johan Henrik "var på 3dje året", och fadern stupade 1757 i Pommerska kriget. Sonen togs därefter om hand av farbrodern Jacob Kröger, som satte honom i skola i Lund. Enligt uppgift från sitt testamente skall han även blivit student, och han är eventuellt identisk med den 1765 i Blekingska nationen vid Lunds universitet inskrivne "Johannes Henrik Kröger".
Efter eventuella studier blev Johan Henrik dansör vid Kungliga Operan i Stockholm. Hans förehavanden här är okända, men då han tilldelades en av Gustav IIIs revolutionsringar tycks han ha spelat någon form av roll vid statskuppen 1772, även om det är oklart vilken. 1777 anställdes han som dansmästare vid Lunds universitet. Tjänsten vid akademien skall dock inte ha gjort honom särskilt förmögen; i mantalslängderna uppges han inte ha ägt några "lyxartiklar" utöver ett fickur av guld. I Lund hade han sin blivande efterträdare på dansmästarposten Bengt Esping inneboende i hushållet.
Krögers aktiva tid som dansmästare vid Lunds universitet varade i cirka tjugo år, fram till 1798, då han fick tjänstledigt. Under hans tjänstledighet upprätthölls tjänsten av den ovannämnde Bengt Esping, som dessutom efterträdde Kröger när denne fick slutgiltigt avsked 1809. Fram till sin död 1836 bodde han i Kålaberga mölla, på Sigfrid Rålambs ägor. Han var ogift. Hans bouppteckning och testamente, delvis författat som en självbiografi, motsäger emellertid den ovanstående bilden av honom som fattig; dödsboet hade tillgångar på över sjutusen riksdaler, av vilka stora summor testamenterades till baron Rålamb, avlägsnare släktingar, bekanta, och tjänstefolk.